# Novosilțeve, Djankoi
Novosilțeve (în ucraineană Новосільцеве) este un sat în comuna Tabacine din raionul Djankoi, Republica Autonomă Crimeea, Ucraina.

## Demografie
Componența lingvistică a localității Novosilțeve
     Rusă (58,82%)
     Tătară crimeeană (29,93%)
     Ucraineană (9,52%)
Conform recensământului din 2001, majoritatea populației localității Novosilțeve era vorbitoare de rusă (58,82%), existând în minoritate și vorbitori de tătară crimeeană (29,93%) și ucraineană (9,52%).